# Кастеллар (провінція Кунео)
Кастеллар (італ. Castellar, п'єм. Castlar) — муніципалітет в Італії, у регіоні П'ємонт,  провінція Кунео.
Кастеллар розташований на відстані близько 510 км на північний захід від Рима, 55 км на південний захід від Турина, 28 км на північ від Кунео.
Населення — 290 осіб (2014).
Покровитель — Natività.

## Демографія
Населення за роками:

Станом на 31 грудня 2014 року в муніципалітеті офіційно проживало 8 іноземців з 5 країн, серед них 5 громадян країн Євросоюзу.

## Сусідні муніципалітети
- Паньо
- Ревелло
- Салуццо